# Anaulacaspis nigra
Anaulacaspis nigra är en skalbaggsart som först beskrevs av Johann Ludwig Christian Gravenhorst 1802.  Anaulacaspis nigra ingår i släktet Anaulacaspis, och familjen kortvingar. Arten är reproducerande i Sverige.